# Jirō Shiizaki
Jirō Shiizaki (椎崎二郎,Shiizaki Jirō) (30 septembre 1911 - 15 août 1945) est lieutenant-colonel dans l'armée impériale japonaise pendant la Seconde Guerre mondiale. Il sert en tant que membre du personnel de la section des affaires internes de la section des affaires de guerre du bureau des affaires militaires. Shiizaki est l'un des membres de ce personnel à participer à un coup d’État en début de matinée du 1er août 1945, le jour où l'empereur doit déclarer la capitulation du Japon.

## Rôle durant le coup d'état
Le « coup » est organisé principalement par le major Kenji Hatanaka et bien qu'un certain nombre d'hommes sont impliqués dans le complot à un moment ou un autre, Shiizaki est l'un des rares à être impliqué dans l'action à son apogée; les rebelles, avec l'aide de la première division de la garde impériale, s'emparent du palais impérial, tiennent  l'empereur Hirohito sous, en substance, assignation à résidence, et cherchent à détruire les enregistrements phonographiques qui ont été faits du discours de reddition de l'empereur.
Aux alentours de sept heures du matin le 15 août, le complot commence à s'effilocher. Le général Shizuichi Tanaka, commandant de l'armée du district de l'Est, arrive au palais et harangue les conspirateurs sur leur devoir envers leur pays et demande que le déshonneur apporté par leur trahison ne peut être absous que par seppuku. Shiizaki, avec un certain nombre d'autres, se suicident de façon rituelle ce même matin dans l'enceinte du palais royal.

## Source de la traduction
- (en) Cet article est partiellement ou en totalité issu de l’article de Wikipédia en anglais intitulé « Jirō Shiizaki » (voir la liste des auteurs).